# 绿茎还阳参
绿茎还阳参（学名：Crepis lignea）为菊科还阳参属的植物。分布在泰国以及中国大陆的云南、四川、贵州等地，生长于海拔1,580米至2,700米的地区，一般生长在向阳山坡，目前尚未由人工引种栽培。

## 别名
马尾参，铁扫把，细草，万丈深